# Climat du Centre-Val de Loire
Le climat du Centre-Val de Loire est l’état moyen des conditions de l'atmosphère terrestre sur le territoire de la région Centre-Val de Loire, fondé sur les moyennes et la variabilité de paramètres météorologiques (température, pression atmosphérique, précipitations, ensoleillement, humidité, vitesse du vent) pendant une période donnée, la période type de référence définie par l’Organisation météorologique mondiale étant de 30 ans.
Les différentes séries de données disponibles en région Centre Val-de-Loire mettent en évidence une évolution des températures moyennes cohérente avec l’évolution observée en France et dans le monde. Depuis 1959, la température moyenne annuelle s’est élevée de 0,29 °C par décennie (moyenne des six stations départementales), soit + 1,74 °C en 59 ans. Cette évolution semble s’accentuer à la fin du XXe siècle : + 0,35 °C/décennie sur la station de Tours entre 1981 et 2010. Il n'existe en revanche pas de tendance marquée du cumul annuel des pluies.
Comme l'ensemble de la France métropolitaine, la Normandie est exposée au réchauffement climatique qui contribue à modifier les climats locaux actuels et à des effets sur l'environnement, la santé et la société. Pour respecter les deux objectifs de l'accord de Paris sur le climat (réchauffement bien en-dessous de 2 °C et de préférence limité à 1,5 °C), une réduction forte et immédiate des émissions de CO2 est indispensable, jusqu'à atteindre la neutralité carbone, seule à même de stopper le réchauffement, la France, à travers sa politique climatique, déploie différentes stratégies d'atténuation et d'adaptation), avec des objectifs spécifiques comme la réduction des émissions de gaz à effet de serre de 40 % entre 1990 et 2030 (20 % en 2019) ou la réduction de la consommation énergétique finale de 50 % en 2050 par rapport à la référence 2012 en visant un objectif intermédiaire de 20 % en 2030. Dans ce cadre le conseil régional de Centre-Val de Loire publie différents documents de stratégie ou d'engagements dont le SRADDET en 2020 et crée en 2023 l'agence régionale Énergie et climat. Au niveau local, 28 PCAET, portés par les intercommunalités, sont adoptés ou en cours d'élaboration.

## Zonages climatiques

### Zonage de Joly et al. (2010)

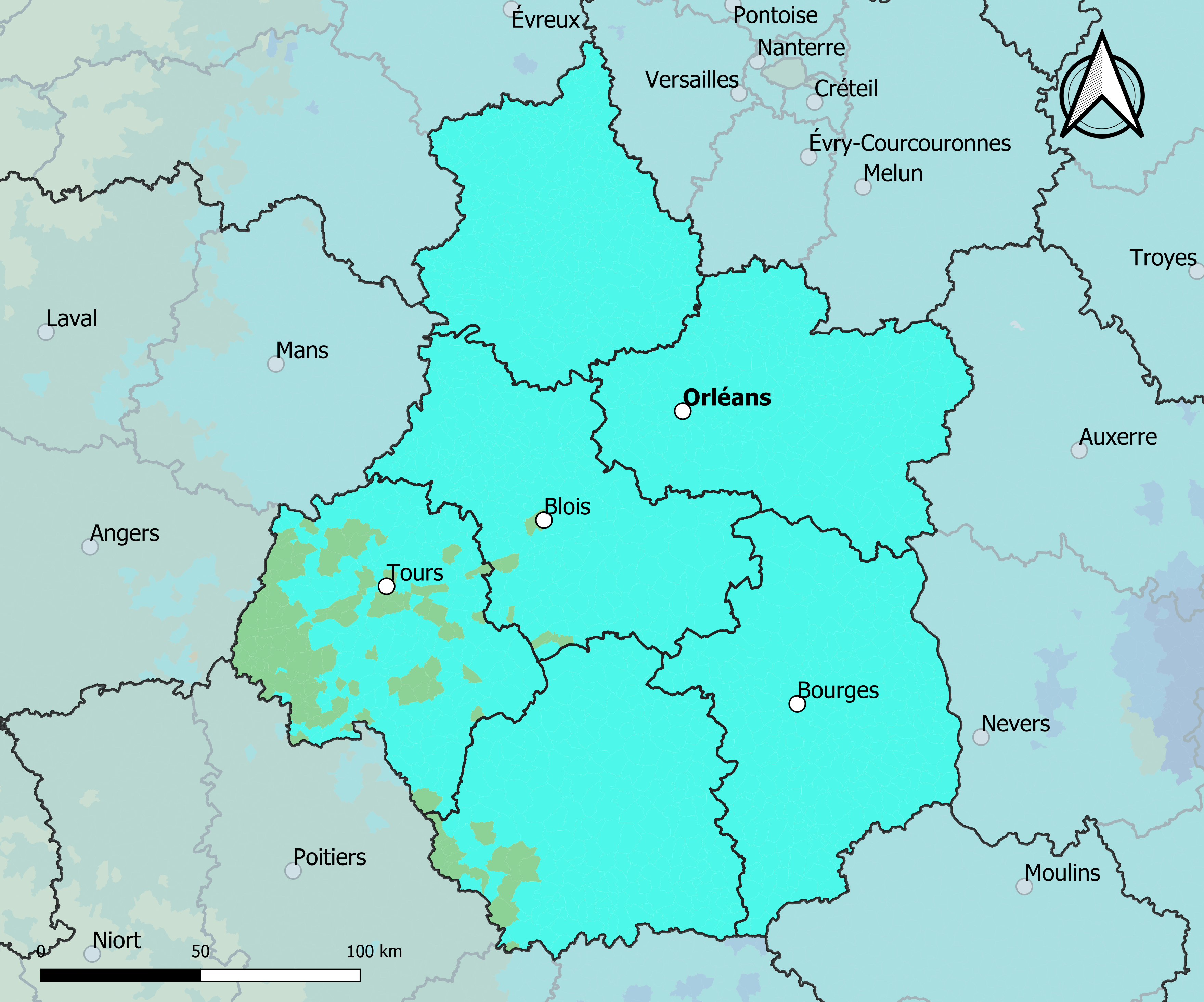
Zonage climatique de Joly et al. (2010).
3 : climat océanique dégradé des plaines du Centre et du Nord
4 : climat océanique altéré
5 : climat océanique franc

Une étude du CNRS de 2010 réalisée par Daniel Joly, Thierry Brossard, Hervé Cardot, Jean Cavailhes, Mohamed Hilal et Pierre Wavresky a permis de classer les climats de métropole en huit grands types. Partant des mesures stationnelles de précipitation et de température mises à disposition par Météo-France, un jeu de 14 variables intégrant une série temporelle de 30 ans (1971-2000) est défini pour caractériser les climats et leurs modalités distinctives de variation. Une méthode originale dite d’interpolation locale permet de reconstituer les champs spatiaux continus des variables en question et de les exprimer sous forme de couches d’information gérables par SIG. Il en a résulté 8 types de climats.
 Le climat océanique altéré constitue une transition entre l’océanique franc (type 5) et l’océanique dégradé (type 3). La température moyenne annuelle est assez élevée (12,5 °C) avec un nombre de jours froids faible (entre 4 et 8 par an) et chauds soutenu (entre 15 et 23 par an). L’amplitude thermique annuelle (juillet-janvier) est proche du minimum et la variabilité interannuelle moyenne. Les précipitations, moyennes en cumul annuel (800-900 mm) tombent surtout l’hiver, l’été étant assez sec ;
 Le climat océanique dégradé des plaines du Centre et du Nord reste océanique mais avec de belles dégradations. Les températures sont intermédiaires (environ 11°C en moyenne annuelle, entre 8 et 14 jours avec une température inférieure à -5°C). Les précipitations sont faibles (moins de 700 mm de cumul annuel), surtout en été, mais les pluies tombent en moyenne sur 12 jours en janvier et sur 8 en juillet, valeurs moyennes rapportées à l’ensemble français ;

### Zonages de Météo-France (2020)
|  |  |

## Paramètres climatiques

### Température
Les différentes séries de données disponibles en Région Centre Val-de-Loire mettent en évidence une évolution des températures moyennes cohérente avec l’évolution observée en France et dans le monde. Depuis 1959, la température moyenne annuelle s’est élevée de 0,29 °C par décennie (moyenne des 6 stations départementales), soit + 1,74 °C en 59 ans. Cette évolution semble s’accentuer à la fin du XXe siècle : + 0,35 °C/décennie sur la station de Tours entre 1981 et 2010.
L’évolution de la température moyenne observée en Région Centre Val-de-Loire depuis 59 ans pour chaque station montre que les tendances (ajustement linéaire) observées sur l’ensemble de la période 1959-2017 sont de : 
- + 0,28°C par décennie à Bourges soit + 1,68°C en 59 ans
- + 0,28°C par décennie à Chartres soit + 1,65°C en 59 ans
- + 0,31°C par décennie à Châteauroux Déols soit + 1,81°C en 59 ans
- + 0,33°C par décennie à Tours soit + 1,93°C en 59 ans
- + 0,29°C par décennie à Romorantin-Lanthenay soit + 1,73°C en 59 ans
- + 0,28°C par décennie à Chambon-la-Forêt soit + 1,63°C en 59 ans.

Le nombre de jours estivaux par an (nombre de jours pour chaque année où la température maximale journalière est supérieure ou égale à 25°C) a nettement augmenté en Centre-Val de Loire au cours de la période 1959-2018 avec + 4,3 jours par décennie en moyenne. A contrario, le nombre de jours de gel a décru d’environ - 4,1 jours par décennie en moyenne. Cette tendance est nénamoins moins significative que l’évolution du nombre de jours estivaux.

### Précipitations
Au cours de la période 1959-2018, on n’observe pas de tendance marquée du cumul annuel des pluies en région Centre Val-de-Loire, ce qui signifie une situation assez stable au cours du XXe siècle. Seule la station de Chartres présente une augmentation significative des pluies de l’ordre de + 17 mm par décennie.

### Paramètres des stations météorologiques historiques
Par station historique, il convient d'entendre une station qui permet de connaître trois normales climatiques consécutives (1971-2000, 1981-2010 et 1990-2020) sur Infoclimat. Il existe huit stations historiques dans la région.
| Département    | Stations              | Températures            | Températures            | Températures             | Ensoleilmt | Précipitations | Précipitations           | Précipitations | Précipitations |
| Département    | Stations              | moy moyenne (1991-2020) | maxi extrême            | mini extrême             | Ensoleilmt | Cumul moyen    | Max en 24 h              | Max en 5 j     | Moy > 1 mm     |
| -------------- | --------------------- | ----------------------- | ----------------------- | ------------------------ | ---------- | -------------- | ------------------------ | -------------- | -------------- |
| Cher           | Bourges               | 12,2                    | 41,7 (le 25 juil. 2019) | -20,4 (le 16 janv. 1985) | 1889       | 742,7          | 79,0 (le 26 mai 2007)    | 109,4 (août)   | 6,1            |
| Cher           | Avord                 | 11,9                    | 40,9 (le 25 juil. 2019) | -21,0 (le 09 janv. 1985) | 1824.3     | 756,5          | 69,0 (le 25 août 1935)   | 127,0 (août)   | 6,1            |
| Eure-et-Loir   | Chartres              | 11,4                    | 41,4 (le 25 juil. 2019) | -18,4 (le 17 janv. 1985) | 1787.5     | 606,1          | 67,0 (le 08 juil. 1927)  | 92,1 (sept.)   | 5,3            |
| Eure-et-Loir   | Châteaudun            | 11,5                    | 41,7 (le 25 juil. 2019) | -18,8 (le 17 janv. 1985) | 1845.7     | 603,3          | 160,0 (le 18 sept. 1981) | 164,1 (sept.)  | 5,2            |
| Indre          | Châteauroux Déols     | 12,1                    | 41,4 (le 25 juil. 2019) | -22,8 (le 16 janv. 1985) | 1891.5     | 728,6          | 67,6 (le 4 juin 2002)    | 106,2 (sept.)  | 6,2            |
| Indre-et-Loire | Tours - Parcay-Meslay | 12,2                    | 40,8 (le 25 juil. 2019) | -18,5 (le 29 dec. 1964)  | 1884.9     | 677,8          | 62,0 (le 11 mai 2009)    | 97,9 (oct.)    | 5,7            |
| Loiret         | Orléans - Bricy       | 11,7                    | 41,3 (le 25 juil. 2019) | -19,8 (le 25 janv. 1940) | 1822.8     | 635,5          | 64,4 (le 15 juil. 1958)  | 147,7 (juil.)  | 5,3            |
| Loir-et-Cher   | Romorantin-Pruniers   | 11,6                    | 42,0 (le 25 juil. 2019) | -20,9 (le 17 janv. 1985) | 1752.3     | 695,7          | 70,4 (le 21 sept. 1993)  | 75,4 (mai)     | 5,7            |

## Événements météorologiques exceptionnels

### Événements historiques
13 juillet 1788 - Orages sur le Nord de la France - Cet épisode a provoqué des ravages spectaculaires sur bon nombre de départements du nord-ouest de la France.
15 juillet 1958 - Orages sur Cher, Creuse et Haute-Vienne - Dans la nuit du 15 au 16 juillet 1958, des orages et des pluies très violentes s’abattent sur un axe allant de la Creuse jusqu’à l’Indre et la moitié ouest du Cher.
3 et 4 octobre 1960 - Le nord-ouest du Massif Central connaît une inondation exceptionnelle - Dans le centre ville d’Aubusson, l’eau de la Creuse déborde à une hauteur de 3 mètres !.

### Années 2000
15 août 2001 - Orage sur l’Indre - Un gros orage, accompagné de phénomènes météorologiques impressionnants, tels qu’obscurité importante, forts vents et fortes précipitations, touche le département de l’Indre dans l’après-midi du 15 août 2001.
4 et 5 juin 2002 - Pluies diluviennes sur le Cher - Le 4 juin 2002, des remontées chaudes et instables, visibles sur les radars précipitations dès la matinée, se dirigent vers le département du Cher dans un flux de Sud-Sud-Ouest.
26 mai 2007 - Orage sur Bourges - Pluies diluviennes et grêle s’abattent sur la ville.
31 Mai 2008 - Orages sur l’Indre-et-Loire - Développement d’orages quasi stationnaires qui ont notamment touché les communes de Vouvray et Saint-Patrice.

### Années 2010
8 juin 2013 - Violents orages de la vallée de la Loire au Nord-Est - Dans l’après-midi du 8 juin 2013, de violents orages avec une forte activité électrique éclatent sur la région Ile-de-France-Centre donnant des pluies souvent intenses.
17 juin 2013 - Violents orages sur la région Centre - Le 17 juin 2013 au matin de violents orages accompagnés de pluies intenses et de fortes chutes de grêle touchent les départements de l’Eure-et-Loir et du Loir-et-Cher.
31 août 2015 - Violents orages sur une partie du pays - Un épisode pluvio-orageux de forte intensité balaie une grande partie de l’Hexagone autour d’un axe sud-ouest/nord-est. Il s’accompagne d’importants cumuls de précipitations et localement de violentes rafales de vent
.
28 mai au 5 juin 2016 - Inondations sur Paris et en région Centre - Du 28 au 31 mai 2016, de nombreuses régions connaissent des cumuls de précipitations importants et dans certains cas exceptionnels. Cet épisode pluvieux est suivi d’une accalmie le 1er juin, tandis que les cours d’eau réagissent fortement jusque début juin.

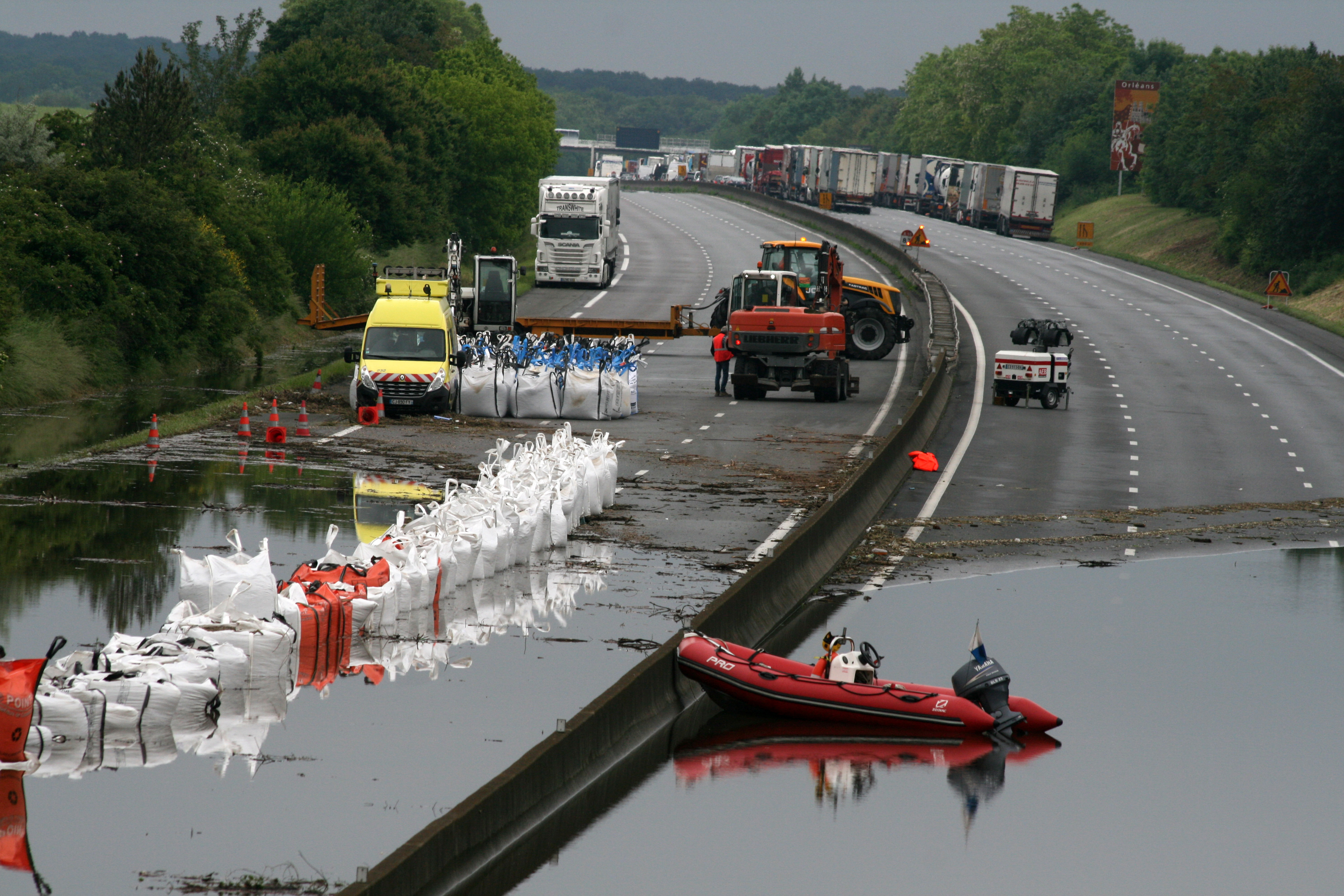
Inondation du 3 juin 2016. La Retrève déborde et inonde l'autoroute A10. Il s'agit d'une inondation par ruissellement et karstique. En fond d'image, les poids lourds bloqués.

Si une majeure partie des inondations qu'à connues la France fin mai 2016 est due à des débordements de cours d'eau, une autre partie est due à des ruissellements de surface. C'est en particulier le cas de celles qui se sont produites dans le secteur nord-ouest d'Orléans à la suite d'un long épisode pluvieux du 28 mai au 1er juin 2016 où il est tombé l’équivalent de près de 3 mois de précipitations uniformément réparties sur la forêt d’Orléans. Météo-France estime que la période de retour de l’épisode pluvieux tant sur 2 jours que sur 3 jours est légèrement supérieure à 100 ans dans tout le secteur d’Orléans et que, sur les communes de Gidy et Cercottes où étaient centrés les maxima de pluies quotidiennes, la période de retour est bien supérieure à 100 ans. Ces précipitations intenses interviennent alors que des sous-sols et des sols sont exceptionnellement saturés entraînant à la fois un dépassement de la capacité d’absorption des gouffres et un ruissellement très exceptionnel,. Cet épisode pluvieux s’est traduit le 31 mai par une mise en eau et un débordement de la Retrève, un ruisseau intermittent, et d’importantes stagnations d’eau sur l’autoroute A10 au nord-ouest d’Orléans, au droit de la commune de Gidy. Elles se sont rapidement étendues, entraînant la submersion complète des deux sens de circulation de l’autoroute sur plusieurs zones. Plusieurs centaines de véhicules se sont trouvés bloqués entre les zones noyées, ce qui a nécessité la mobilisation de nombreux moyens du gestionnaire mais aussi militaires pour l’évacuation de près de 350 usagers, puis pour leur logement et leur accompagnement.

### Années 2020
3 juin 2020 - Violents orages sur la région ouest - Le 3 juin 2020 des orages violents accompagnés localement de pluies intenses éclatent sur l’ouest de la France .
8 septembre 2021 - Violents orages sur Agen - Le 8 septembre 2021, une dépression au large de la Corogne se déplace vers les Îles britanniques.

## Politique et planification climatiques

### Niveau national
Pour respecter les deux objectifs de l'accord de Paris sur le climat (réchauffement bien en-dessous de 2 °C et de préférence limité à 1,5 °C), une réduction forte et immédiate des émissions de CO2 est indispensable, jusqu'à atteindre la neutralité carbone, seule à même de stopper le réchauffement. Diminuer les émissions des autres gaz à effet de serre, en particulier le méthane, est également pertinent. Pour répondre à cet objectif, la France, à travers sa politique climatique, déploie différentes stratégies d'atténuation et d'adaptation), avec des objectifs spécifiques comme la réduction des émissions de gaz à effet de serre de 50 % entre 1990 et 2030 (20 % en 2019) ou la réduction de la consommation énergétique finale de 50 % en 2050 par rapport à la référence 2012 en visant un objectif intermédiaire de 20 % en 2030. La traduction des engagements de la France sur le climat et l'énergie se décline en différents documents de planification aux niveaux régional et local.

### Niveau régional
Les régions sont des acteurs clés dans la lutte contre le changement climatique. Elles ont un rôle important à jouer dans l’adaptation et l’atténuation du changement climatique.

#### SRADDET, schéma régional d'aménagement durable
L’élaboration d’un schéma régional d'aménagement, de développement durable et d'égalité des territoires (SRADDET) est confiée à la région par l’article 10 de la loi portant nouvelle organisation territoriale de la République (NOTRe) du 7 août 2015. Dans ce cadre, le conseil régional d'Occitanie adopte le 19 décembre 2019 le projet d’aménagement du territoire à l'horizon 2050 (SRADDET), qui est ensuite approuvé par le Préfet de région le 4 février 2020. Des objectifs sont fixés pour chacune des thématiques liées à la transition énergétique. Par exemple, pour l'énergie, ces objectifs sont : réduire la consommation régionale d’énergie de 43 % en 2050 par rapport à 2014, couvrir 100 % de la consommation régionale d'énergie par la production régionale d’énergies renouvelables et de récupération en 2050 en développant la production d'énergies renouvelables et de récupération, notamment la géothermie et la biomasse. Une modification concernant principalement la thématique environnementale « Déchets » est lancée en 2022, fait l'objet d'une concertation publique entre juillet et décembre 2022 pour aboutir à un projet de modification en février 2023 qui est finalement approuvée par le préfet de région le 9 novembre 2023.

#### Assemblée régionale pour le Climat et la Transition Energétique (ACTE)
La première Assemblée régionale pour le Climat et la Transition Energétique (ACTE) a lieu le 1er avril 2019, réunissant plus de cent quatre-vingt personnes. Cet événement, à l'initiative de la Région, de l’État et de l’ADEME, vise à mobiliser l’ensemble des acteurs régionaux dans une dynamique partagée en faveur de la maîtrise de l’énergie et des émissions de gaz à effet de serre, de l’efficacité énergétique, du développement des énergies renouvelables, et de l’adaptation de l'environnement et des modes de vie aux effets du réchauffement climatique. La plateforme ACTE regroupe diverses informations d'actualité en la matière : consultations publiques, appels à pjets, rendez-vous régionaux, etc.

#### COP régionales
Inspirées des Conférences des Parties (COP) réunissant les États parties à la convention-cadre des Nations unies sur les changements climatiques (CCNUCC), les COP régionales, lancées en 2023 par le gouvernement, visent à définir au sein d’une région les leviers d’actions permettant d’atteindre les objectifs nationaux de réductions de GES et de protection de la biodiversité. Elles sont coanimées par le préfet de région et le président du conseil régional et ont pour objet entre autres de définir une feuille de route pour matérialiser le choix des engagements pris par secteur sur le territoire régional afin d’atteindre les objectifs régionaux à l’horizon 2030. La démarche de COP régionale a été lancée en 2019 par la région Centre-Val de Loire. En 2023 sont organisées dans les six départements cinq journées thématiques préparatoires entre mai et novembre 2023 pour aboutir à la COP le 4 décembre 2023 à Orléans.

#### Agence régionale énergie climat
L'Agence régionale énergie climat (AREC) est créée le 5 octobre 2023, réunissant une soixantaine d'organisations publiques et privées,. Son but est de « fédérer les compétences et les acteurs de la transition déjà engagés au quotidien ».

### Niveau local

#### SCOT
Les lois Grenelle de 2009 et 2010 ont renforcé le rôle des schémas de cohérence territoriale (SCoT), en étendant leurs moyens d’actions dans de nombreux domaines (consommation d'espace, continuités écologiques, commerce, mais aussi air, énergie et climat). YY SCOT sont approuvés ou en cours d'élaboration en Occitanie au 31 décembre 2022.

#### Territoires à énergie positive
Un territoire à énergie positive pour la croissance verte (TEPCV) est un territoire d’excellence de la transition énergétique et écologique, un projet lancé par le ministère de l'environnement en 2014. La collectivité s’engage à réduire les besoins en énergie de ses habitants, des constructions, des activités économiques, des transports, des loisirs. Elle propose un programme global pour un nouveau modèle de développement, plus sobre et plus économe. 9 territoires sont retenus en 2015 en région Centre-Val de Loire (4 EPCI, 4 pays et la commune d'Orléans).

#### PCAET
Instaurés par la loi relative à la transition énergétique pour la croissance verte du 17 août 2015, les plans climat-air-énergie territorial (PCAET) sont définis à l’article L. 229-26 du code de l'environnement. Ils sont obligatoires pour les établissements publics de coopération intercommunale (EPCI) à fiscalité propre de plus de 20 000 habitants. Les EPCI de moins de 20 000 habitants peuvent s’ils le souhaitent élaborer des PCAET volontaires. Chaque PCAET doit être mis à jour tous les 6 ans et faire l’objet d’un bilan à mi-parcours au bout de 3 ans. En région Centre-Val de Loire, 38 PCAET sont obligatoires : 7 EPCI de population de plus de 50 000 habitants et 31 EPCI de population comrpise entre 20 000 et 50 000 habitants.

#### PLU
Les Plans locaux d'urbanisme (PLU) et PLU intercommunaux doivent être compatibles le PCAET (et non plus simplement le prendre en compte comme c'était le cas jusqu'au 1er avril 2021).